# 사사야마성

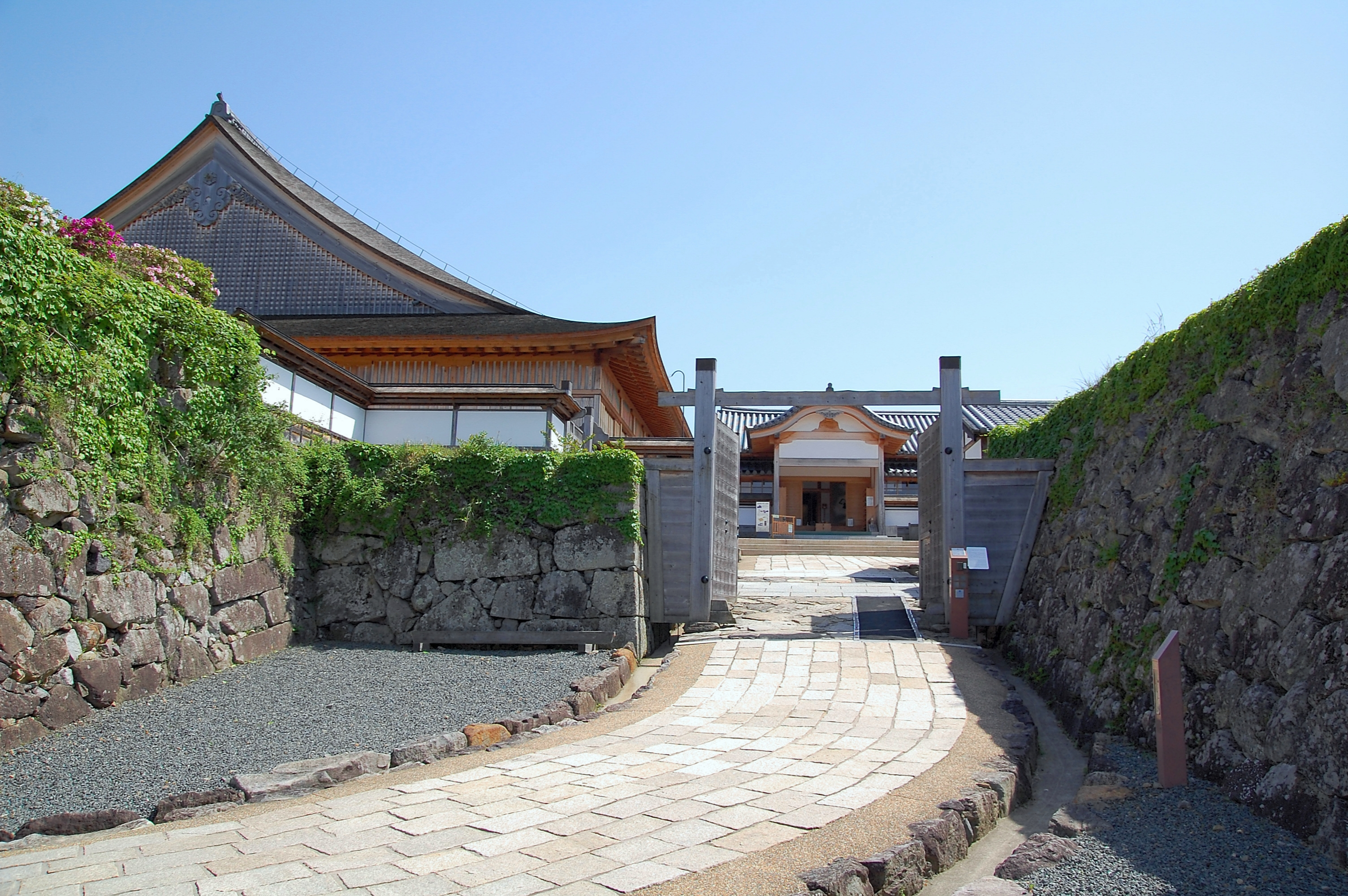
사사야마성

사사야마성(篠山城 사사야마조[*])은 일본 효고현 단바사사야마시에 있던 성이다. 현재 국가 사적으로 지정되어 있다.